# Molave tájfun
A Molave tájfun, a Fülöp-szigeteken ismert nevén Quinta tájfun egy 1. kategóriába tartozó, jelenleg aktív tájfun, mely Vietnám fölött tombol. Ez a 2020-as csendes-óceáni tájfun szezon 18. olyan tájfun, mely nevet kapott, és a nyolcadik tájfun. A Molave trópusi depresszióként Palautól keletre jött létre 2020. október 23-án. Másnap UTC szerint 15:00-kor átminősítették „Molave trópusi viharrá, majd megindult északnyugatnak. A Molave október 25-én vált tájfunná, mikor nyugatra fordult, majd a Fülöp-szigeteken a San Miguel-szigeten Albaynél valamint Malinaónál, San Andresnél, Torrijosnál és Polánál földcsuszamlást okozó esőzés érte el az országot. A Molave október 26-án átterjedt a Dél-kínai tengerre, közben tovább erősödött, miközben folyamatosan sodródott el a Fülöp-szigetektől. A Molave egy erős, 3. kategóriás tájfunná erősödött, annak ellenére, hogy viszonylag kedvezőtlenek voltak ehhez az adottságok, és a 2017-es Hato tájfun óta ez lett a térség legerősebb szele.

## Meteorológiai története
Október 23-án a JMA elkezdte követni a trópusi depressziót, mikor Palautól 350 km-re északra feltűnt. Aznap a PAGASA mikor keletről elérte Mindandónál a Fülöp-szigeteki Megfigyelési Területet, követte a példát, és a rendszernek a Quinta nevet adta. On the following day, the JTWC also recognized the system as a tropical depression. Aznap 15:00 órakor a JTWC felminősítette a rendszert trópusi viharrá, a JMA és a PAGASA pedig pár óra eltéréssel követte a példáját. Így a trópusi vihar náluk a Molave nevet kapta, amit a JMA adott neki. Másnap, mikor a rrendszer megközzelítette a Bicol régiót, a PAGASA felminősítette azt heves trópusi viharrá. Amikor még aznap a rendszer megközelítette Abayt és Camarines Surt, a PAGASA felminősítette tájfunná, és mindkét területre, illetve a környékére 3. szintű figyelmeztetést adott ki. A JMA percekkel, a JTWC órákkal ezután minősítette át a rendszert tájfunná. Helyi idő szerint 18:10-kor a Molavének elkezdődött az első földcsuszamlást eredményező esőzése, amire a San Miguel-szigetnél Albayban került sor, majd ezt követte Malinao 40 perccel később, majd jött San Andres 22:30-kor Torrijos at 01:20-kor, és Pola 3:30-kor.
A Molave szintén földcsuszamlást okozott Quảng Ngãi tartományban, Vietnám középső részén, amire 10:10-kor került sor, szintén helyi idő szerint. Ekkor a tájfun 2es erősségű volt.

## Előkészületek

### Fülöp-szigetek

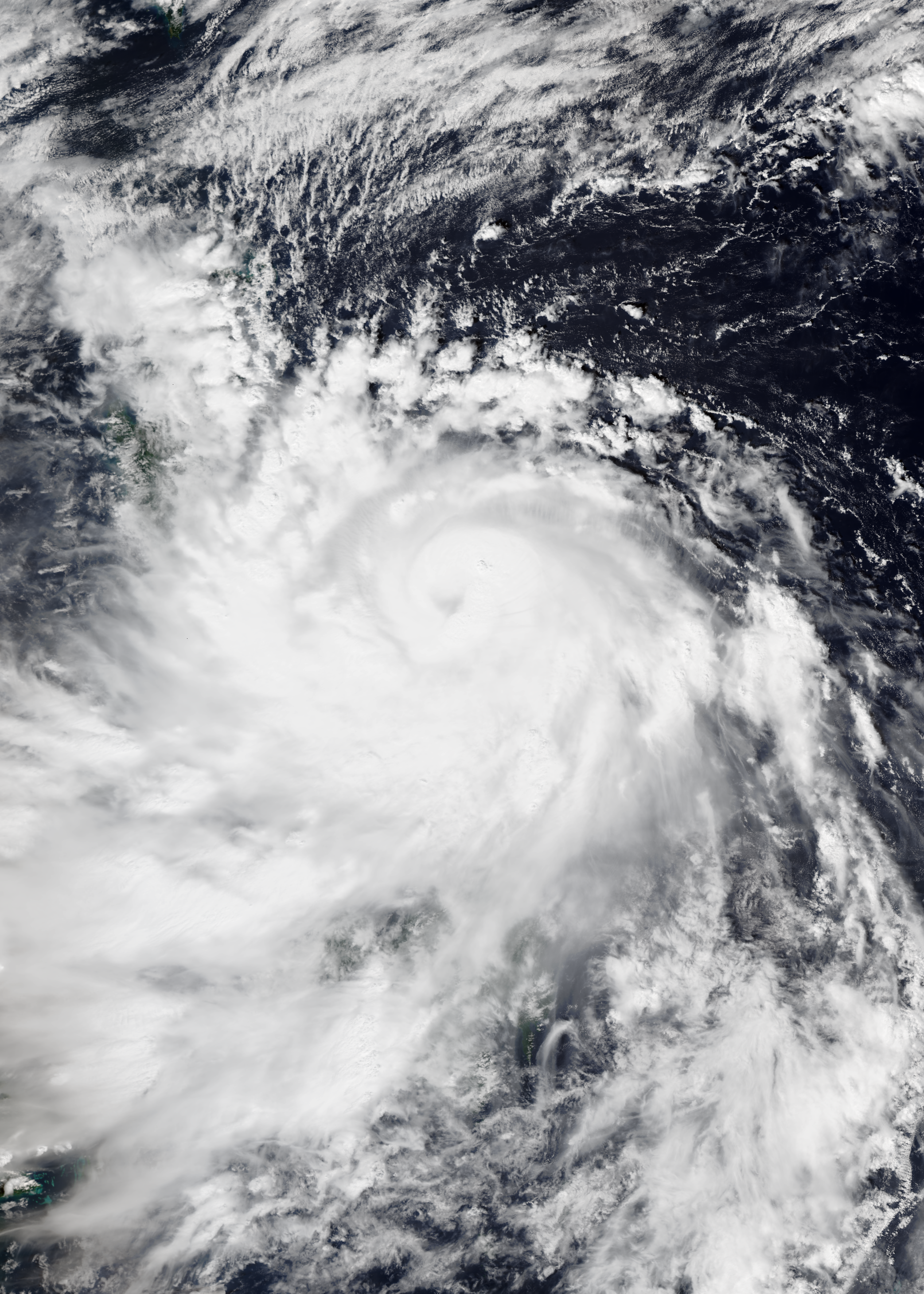
A Molave nem sokkal azelőtt, hogy eléri a Fülöp-szigetek partjait október 25-én.

2020. október 24-én a Fülöp-szigeteki Vulkanológiai és Szeizmológiai Intézete (PHIVOLCS) iszapárral fenyegettek a Bicol régióban a Nayonról a tájfun miatt lezúduló víz miatt. Majdnem 9000 ember kényszerült elhagyni az otthonát a Fülöp-szigeteken, ahol a tengeri utazást a vihar megérkeztével felfüggesztettek. A 2020-as Fülöp-szigeteki Labdarúgó Liga megnyitóját átrakták október 28-ra, egyrészt a tájfun miatt kialakult időjárás, másrészt a másrészt azért, mert öt játékosnál kimutatták a COVID–19-et. A tájfun miatt néhány területen 20220. október 26-án felfüggesztették az oktatást és a kormányzati munkát.

### Vietnám
Nguyen Xuan Phuc miniszterelnök előrejelzései szerint Vietnámban 1,3 millió embert kell evakuálni, így vízre bocsáttatta az összes hajó, és azt tanácsolta, a környéken az emberek és a biztonsági erők készüljenek fel amennyire lehet. A miniszterelnök is a 2017-es Damrey tájfunhoz hasonlította a Molavét. Több száz repülőjáratot lemondtak, és iskolákat zártak be. A központi kormány nagyjából 250.000 katonát mozgósított, és 2300 járművet lehetett használni kutató-mentő munkákra. A vietnámi hadsereg segített öregeknek feljutni az evakuációban részt vevő buszokra, és több hajót is vízre bocsátottak. Máshol a lakosoknak homokzsákot segítettek felrakni a tetőkre. Október 27-én a Da Nang Népgyűlés azt kérte az emberektől, maradjanak otthon, este 8 óra után ne hagyják el a házaikat. Arra kérte a dolgozókat és a hivatalnokokat, hogy másnap ne menjenek dolgozni. Ezzel is a tájfunra akartak minél jobban felkészülni.

## Hatása

### Fülöp-szigetek

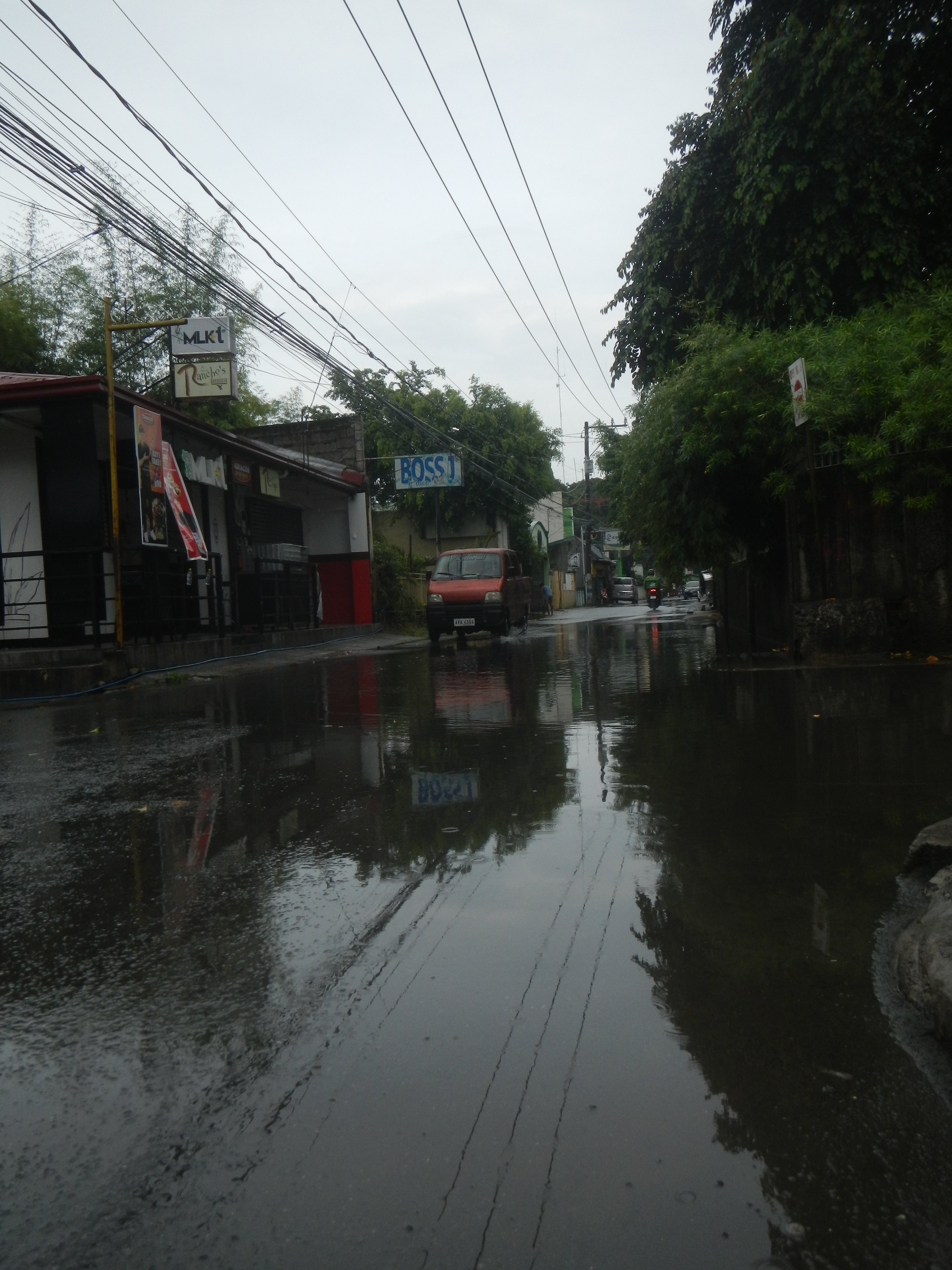
Baliuagban áradó utcák a Molave után.

A Molave tájfun október 25-én érte el a Fülöp-szigetek partjait, a legnagyobb sebessége pedig október 25-én 130 km/h volt. A Nemzeti Tragédia Esélycsökkentő és -Kezelő Tanács (NDRRMC) az országban megrongálódott, tönkrement utakról és hidakról kapott jelentést, áradásokról és földcsuszamlásokról írtak nekik. T9bb falut és farmot elárasztott a víz, áramvezetékeket és fákat tett tönkre a tájfun, így többek között Albay, Sorsogon, Batangas és Cavite területén is áramszünet volt. 120.000 embert költöztettek el, és 1800 munkás maradt a kikötőkben.  Batangas területére október 27-én a „széles körű rombolás és a hatalmas károk” miatt, amit a vihar okozott, vészhelyzetet hirdettek. Batangas tartomány partjainál egy jacht elsüllyedt, 7 halászt kimentettek, de 12 halász, akik egy másik hajón voltak, eltűnt Catanduanes közelében. A Molave hatására legalább 9 ember meghalt és 13 eltűnt. A Saudel tájfun által korábban Quezonban okozott árvizeket a Molave csak még rosszabbá tette. A Molave olyan területeket is érintett, melyek épp csak magukhoz tértek az egy évvel korábbi Kammuri tájfun (Tisoy) okozta gondokból, az ott lakók mehettek is vissza az áradás miatt a búvóhelyeikre. A kormány egy káralapot hozott létre, és a tájfun után 890,5 millió ₱ értékben biztosított élelmiszert és egyéb dolgokat a rászorulóknak.
===Vietnám=
A tájfun október 27-én elsüllyesztett két vietnámi halászhajót, és összesen 26 ember tűnt el.
A Molave október 27-én későn érte el az országot. Másnap reggel a teljes Lý Sơn sziggeten elment az áram, annak 20.000 lakóját érintve. A szigeten órákon keresztül 165 km/h erősségű szél fújt. Vietnám partjait 1,6 m magas hullámok öntötték el.
A Molave sok pusztítást okozott Vietnám központi részén. A legerősebb mért széllökés 171 km/h erősségű volt, ls Quảng Ngãi városából jelentették. A Molavével heves esőzések is érkeztek; Sơn Kỳ (Quảng Ngãi) területén egy nap alatt 470 mm eső hullott. A tájfun 2527 házat lerombolt, megsemmisített tovább 88591 épületet, valamint 1,7 millió ember maradt áram nélkül. A következtében 17 ember meghalt, 28 további megsebesült, 48 ember pedig eltűnt. A közvetlen veszteségek mértéke Quảng Nam tartományban elérhette az 1 billió vietnámi dongot (43,14 millió USD-t).
Több másik trópusi ciklonhoz hasonlóan a Molave is elérte Közép-Vietnámot, amely már amúgy is szenved az áradásoktól. A Molave külső légrétege hatalmas esőzést zúdított Közép-Vietnám tengerparti részeire. Trà Hiệp, Quảng Ngãi tartomány egyik települése 253 mm esőt kapott. Az erős szelek miatt tűz ütött ki a Nghĩa Phú piacon, Quảng Ngãiban. A tájfunra történő felkészülés során két ember szerencsétlenség miatt meghalt, két további pedig megsebesült az erős szélben. Phú Yên tartományban 82.000 fogyasztó nem kapott elektromos áramot.

## Következmények

### Fülö-szigetek
Október 28-ig lejelentett mezőgazdasági kár mértéke Kelet-Mindoro tartományban már elérte a 2.000.000.000 pesót. Csak Bicol régióban elérte a károk mértéke a 286.3 millió persót, és 6671 ház rongálódott meg, és legalább 243 összedőlt. A mezőgazdaságban és az infrastruktúrában elszenvedett károk mértéke elérte a 8,9 millió USD-t.

### Vietnám
A hatóságok mentőhajókat bocsátottak vízre, hogy megtalálják a 26 eltűnt halászt, miután az ő hajójuk elsüllyedt. Authorities deployed search boats to search for the 26 missing fisherman after their boats sank.